# Construcción en acero
Construcción en acero es aquella construcción en que la mayor parte de los elementos simples o compuestos que constituyen la parte estructural son de acero. En el caso en que los elementos de acero se constituyan en elementos que soportan principalmente las solicitaciones de tracción de una estructura mientras que el hormigón (o concreto) toma las solicitaciones de compresión la construcción es de concreto armado. Esa solución constructiva a pesar de contener acero en forma de hierro redondo no se incluye dentro de la definición de Construcción en Acero.Cuando conviven en una misma construcción elementos simples o compuestos de acero con los de hormigón armado la construcción se denomina mixta (acero-hormigón armado).

## Productos siderúrgicos para la Construcción en acero
Los productos utilizados en la Construcción en acero son los siguientes:
- Perfiles laminados
- Tubos sin costura
- Cables
- Perfiles soldados ,
- Perfiles conformados,
- Tubos con costura: todos estos elaborados a partir de chapas de acero.
- Secciones huecas estructurales. (HSS: Hollow structural sections)

## Construcción de acero pesada vs. liviana
De acuerdo a la envergadura de la construcción la misma puede variar de pesada a liviana. Esta última es generalmente aplicada a viviendas de uno o pocos pisos, siendo bastante difundido el sistema Steel Framing que significa Bastidor o Cuadro. La estructura respectiva está formada por perfiles conformados a partir de chapas laminadas en frío y luego galvanizadas.
Las obras de mayor magnitud corresponden a construcción pesada, principalmente en el caso de puentes, galpones industriales , viviendas en altura etc y se construyen con perfiles laminados o perfiles soldados a partir de chapas o perfiles conformados obtenidos a partir de chapas laminadas en caliente . 

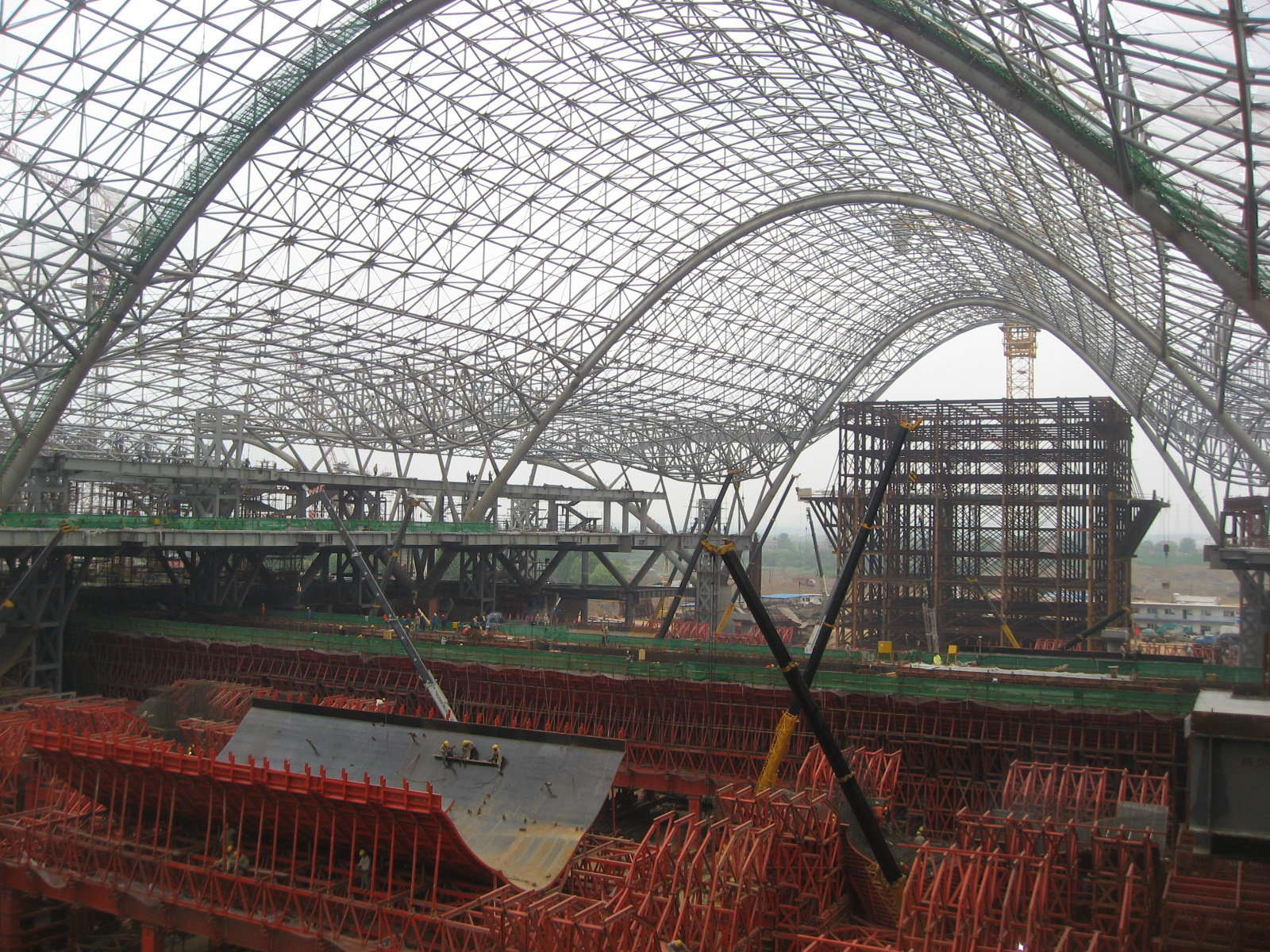
Construcción pesada: Estación de ferrocarril de Wuhan

También pueden usarse en casos especiales tubos sin costura o tubos con costura conformados a partir de chapas laminadas en caliente o las denominadas secciones estructurales huecas así como cables.

## Tipos de materiales usados
En América Latina las calidades más usadas son las de tipo A-36 ( de 240/250 MPa de fluencia) o A-572 Grado 50 ( de 340 / 350 MPa de fluencia) Otras calidades de mayores resistencias no se utilizan frecuentemente debido al reducido tamaño del mercado y a la dificultad consecuente de mantener existencias muy diversificadas. 
Los principales corresponden a las Coberturas sean superiores (techados) o laterales (cierres):
Los materiales más usados son las chapas conformadas a partir de laminados en frío galvanizadas (revestidas en zinc o zinc-aluminio) 

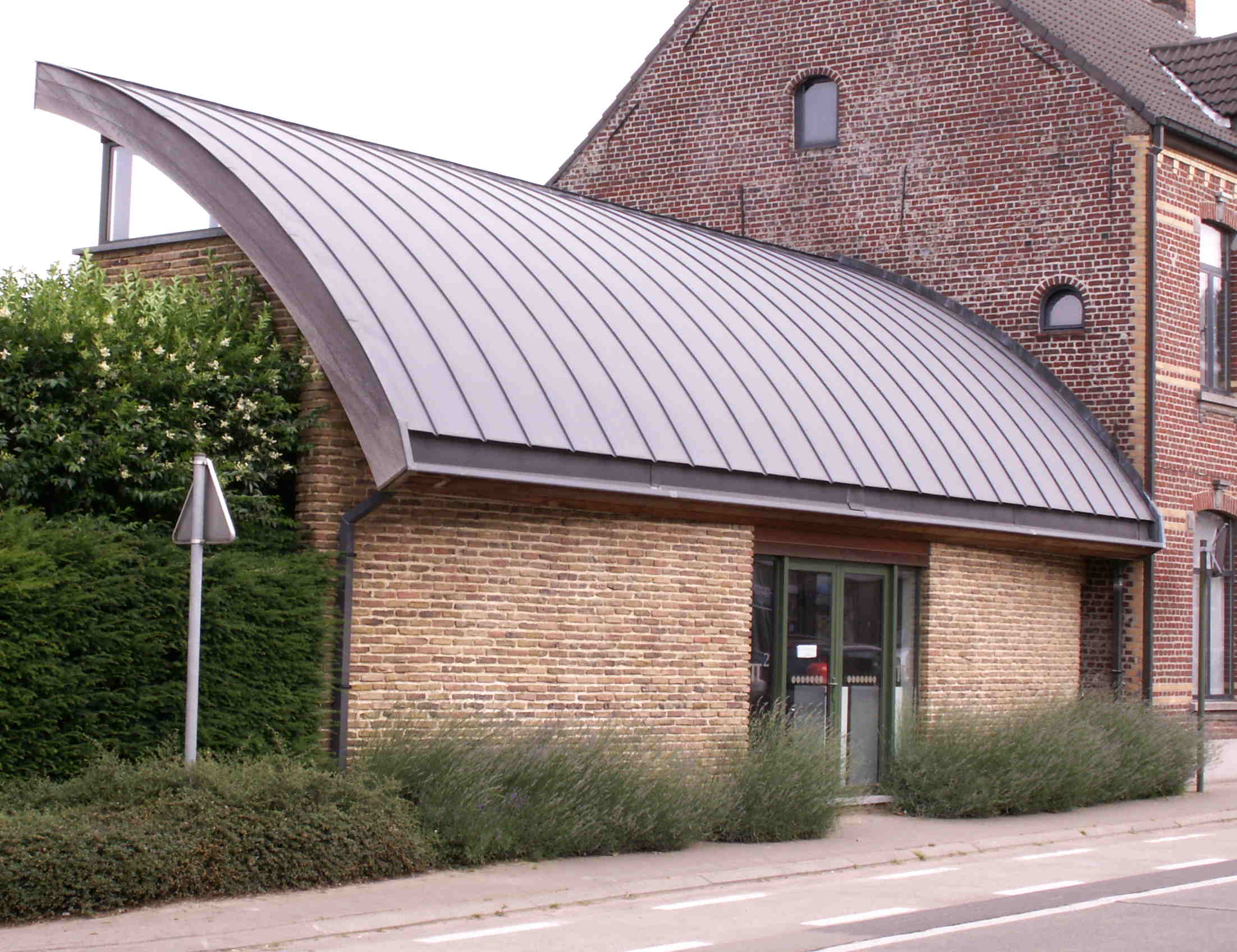
Techo de acero galvanizado

 Un material más sofisticado es el acero inoxidable(acero con aleaciones de níquel, cromo , etc) cuyo costo es de 3 a 5 veces mayor a los galvanizados y que se utilizan en edificios iconos,de alto costo, o en áreas limitadas de los mismos.

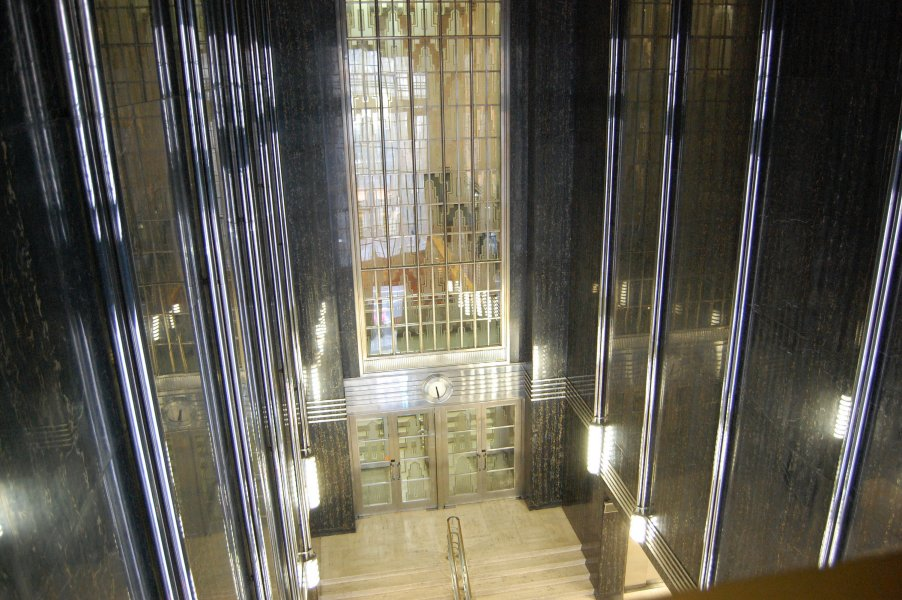
Hall de entrada al edificio de la Mutual de Ciudad del Cabo con utilización de acero inoxidable

## Normas de cálculo
Para la construcción media y pesada se tiende en América Latina a seguir a las especificaciones de la AISC ( American Institute of Steel Construction). La última vigente corresponde a la Specification for Structural Steel Buildings, edición de 2016: Está en preparación una versión 2021. Ese material es de descarga gratuita tanto en su versión inglesa. como española Este material se complementa con un Manual del cual existen versión inglesa y española.
En el caso particular de Brasil existen normas NBR 8800: 2008 que si bien responden en grandes rasgos a la AISC tienen ciertos complementos o variaciones sobre aquella. 
En el resto de los países de América Latina existe un atraso significativo en la emisión de reglamentos para la Construcción en acero respecto a las emitidas por la AISC. Esto determina que en muchos casos para obras importantes los calculistas tomen directamente como referencia a las especificaciones norteamericanas. 
La Construcción en acero liviana cuyos elementos son perfiles conformados se rigen por las normas AISI existiendo también para éstas una cierto atraso en la adopción de las normas norteamericanas por parte de los países latinoamericanos

## Elementos para la construcción en acero
Los elementos usados en la construcción en acero son:
- Columnas de alma llena
- Columnas compuestas
- Vigas de alma llena
- Vigas alveolares
- Vigas en Celosía
- Vigas Vierendeel
- Losas
- Arriostramientos
- Conexiones apernadas y soldadas

## Constructibilidad
El tema de la integración de las distintas etapas de la construcción se ha comenzado a plantear en las últimas décadas, debido a la estandarización y a la significativa proporción que se realiza en taller . Es posible en la actualidad integrar las etapas de diseño-ingeniería básica (cálculo) –detallamiento -fabricación de estructuras y montaje mediante la integración de las soluciones informáticas de cada etapa. O sea determinada la necesidad de un elemento (columna) se puede seguir todo el proceso que sufrirá hasta su instalación en la obra.

## Riesgos

### Corrosión
Bajo determinadas condiciones atmosféricas el acero sufre fenómenos de corrosión. Las formas de evitarla es mediante:
1. Protección de las estructuras mediante Galvanización a fuego ( por inmersión)
2. Uso de aceros resistentes a la corrosión, denominados patinables, del tipo Corten o similares, con un contenido de cobre que forma una pátina ( capa de óxido externa que inhibe la corrosión ulterior)
3. Mediante el uso de productos ya revestidos en zinc o zinc-aluminio: perfiles conformados en frío a partir de chapas galvanizadas, Corresponden a materiales de menor espesor relativo usado en construcciones livianas..
4. Aplicación de pinturas anti-óxido.

### Sismos
El bajo peso propio de una estructura de acero frente a otros materiales le permite tener mejores propiedades frente a las solicitaciones sísmicas. Pero en el diseño de las mismas debe considerarse especificaciones especiales para minimizar ese riesgo . En el último terremoto de Chile (2010), las estructuras industriales de acero han tenido un comportamiento superior a otras soluciones constructivas. En el caso de las construcciones livianas tipo Steel Framing tampoco sufrieron daños, dado su muy bajo peso y relativa alta resistencia.
Dos terremotos que han determinado importantes cambios han sido los de Northridge -California (1994) y Kobe-Japón (1995).que determinaron la corrección de distintas vulnerabilidades que determinaron fallas. Asimismo en forma paralela se comenzó a trabajar con los criterios de diseño por desempeño . Se establecieron así distintos niveles de desempeño para las distintas intensidades de sismos. Ejemplo: ausencia de daño para sismos frecuentes, preservación de la vida para los sismos de nivel de diseño y ausencia de colapso para sismos mayores. 
Para compartir las investigaciones acerca del comportamiento de las estructuras en acero frente a los distintos sismos se ha formado una asociación internacional de científicos estudiosos del tema en STESSA.

### Fuego
La protección contra el Fuego ha experimentado diversas etapas que se iniciaron con medidas relativas a dimensiones de los edificios y su separación como consecuencia de la experiencia de los Incendios de las Grandes Ciudades producidos en el siglo XIX. Un ejemplo fue el Gran Incendio de Londres Posteriormente se fueron incorporando curvas estándares representativas del efecto del fuego sobre los materiales, diagrama de curvas envolventes que tenían en cuenta la carga combustible . En forma paralela se comienzan a aplicar protecciones pasivas para impedir el acceso rápido del fuego a las estructuras metálicas, que pierden su resistencia a los 550 °C. Las normas de los países desarrollados someten a los productos a temperaturas críticas establecidas entre los 450 y 550 °C Entre los materiales que limitan la transferencia de calor se encuentran las pinturas intumescentes, mantos de lana de vidrio u otros materiales aislantes.
Asimismo complementan la protección contra el fuego los denominados elementos de protección activa, tales como rociadores.
Los experimentos de incendios de escala real realizados en la última década del siglo pasado ( ejemplo: ensayos de Cardington)
permitieron un enfoque más flexible a la naciente Ingeniería de Protección de Incendios. 
Esto ha permitido considerar todas las variables que participan en un incendio ( tales como carga de combustible, plazos para la evacuación). A partir de esos nuevos desarrollos aparecen casos en que solo las columnas deben ser protegidas, pudiendo quedar sin protección ciertas vigas, lo que mejora el carácter estético del edificio, aprovechando la vistosidad de las estructuras de acero a la vista. Lamentablemente ese estado de arte no ha sido incorporado a muchas de los reglamentos de los países de América Latina, lo que implica incurrir en mayores costos en la construcción . 
En general a nivel mundial las construcciones estándares se ajustan a normas , pero en los países más avanzados en la material se permite en ciertos casos tales como edificios especiales o de cierta envergadura trabajar con modelos que permiten simular un incendio real con lo que se logra una protección más eficaz contra el incendio a la vez que optimizar la inversión en los sistemas de protección.